# Grand Prix Formule 1 van Brazilië 1994
De Grand Prix Formule 1 van Brazilië 1994 werd gehouden op 27 maart 1994 in Interlagos.

## Verslag

### Kwalificatie
Ayrton Senna behaalde de pole-position maar Michael Schumachers tweede startplaats kwam als een verrassing. Het team werd beschuldigd van elektronische hulpmiddelen zoals een automatische versnellingsbak, tractiecontrole en launch control. Jean Alesi behaalde de derde startplaats met zijn Ferrari. Damon Hill behaalde een teleurstellende vierde plaats. Heinz-Harald Frentzen behaalde met zijn Sauber een vijfde startplaats. Gianni Morbidelli, Karl Wendlinger, Mika Häkkinen, Jos Verstappen en Ukyo Katayama vervolledigden de top-10.

### Race
Alesi haalde Schumacher bij de start in, terwijl Senna aan de leiding bleef. De Duitser haalde de Ferrari van Alesi al snel weer in en ging achter Senna aan. Hill bleef op de vierde plaats terwijl Wendlinger en Verstappen  vijfde en zesde reden. In de 21ste ronde gingen Senna en Schumacher samen de pits in, waar Benetton sneller was dan Williams.
Halfweg de race vochten Martin Brundle, Verstappen en Eddie Irvine voor de zevende plaats waarbij ze Éric Bernard op een ronde moesten zetten. Brundle had echter een mechanisch probleem en de McLaren vertraagde. Irvine ging naar links waardoor Verstappen, die probeerde om voorbij te steken, uitweek en deels op het gras reed. De Nederlander verloor de controle van zijn Benetton, kwam terug op de baan en raakte Irvine. Nadat hij achter in de McLaren reed werd hij gelanceerd en ging hij een aantal keer overkop. De drie rijders kwamen er echter goed vanaf.
Irvine zou voor drie races geschorst worden omdat hij werd gezien als veroorzaker van deze crash.
Na de tweede pitstop bleef de rangorde dezelfde. Senna spinde van de baan terwijl hij probeerde tijd goed te maken op Schumacher. Hill werd zo tweede, Alesi derde en Barrichello vierde. Katayama scoorde met een vijfde plaats zijn eerste punten, Wendlinger werd zesde. Schumacher dubbelde het hele veld.

## Uitslag
| Positie | Nr | Rijder                | Team                 | Ronden | Tijd/Opgave     | Startplaats | Punten |
| ------- | -- | --------------------- | -------------------- | ------ | --------------- | ----------- | ------ |
| 1       | 5  | Michael Schumacher    | Benetton-Ford        | 71     | 1:35:39.2       | 2           | 10     |
| 2       | 0  | Damon Hill            | Williams-Renault     | 70     | +1 Ronde        | 4           | 6      |
| 3       | 27 | Jean Alesi            | Ferrari              | 70     | +1 Ronde        | 3           | 4      |
| 4       | 14 | Rubens Barrichello    | Jordan-Hart          | 70     | +1 Ronde        | 14          | 3      |
| 5       | 3  | Ukyo Katayama         | Tyrrell-Yamaha       | 69     | +2 Rondes       | 10          | 2      |
| 6       | 29 | Karl Wendlinger       | Sauber-Mercedes      | 69     | +2 Rondes       | 7           | 1      |
| 7       | 12 | Johnny Herbert        | Lotus-Mugen-Honda    | 69     | +2 Rondes       | 21          |        |
| 8       | 23 | Pierluigi Martini     | Minardi-Ford         | 69     | +2 Rondes       | 15          |        |
| 9       | 20 | Érik Comas            | Larrousse-Ford       | 68     | +3 Rondes       | 13          |        |
| 10      | 11 | Pedro Lamy            | Lotus-Mugen-Honda    | 68     | +3 Rondes       | 24          |        |
| 11      | 26 | Olivier Panis         | Ligier-Renault       | 68     | +3 Rondes       | 19          |        |
| 12      | 31 | David Brabham         | Simtek-Ford          | 67     | +4 Rondes       | 26          |        |
| NF      | 2  | Ayrton Senna          | Williams-Renault     | 55     | Spin            | 1           |        |
| NF      | 8  | Martin Brundle        | McLaren-Peugeot      | 34     | Ongeluk         | 18          |        |
| NF      | 15 | Eddie Irvine          | Jordan-Hart          | 34     | Ongeluk         | 16          |        |
| NF      | 6  | Jos Verstappen        | Benetton-Ford        | 34     | Ongeluk         | 9           |        |
| NF      | 25 | Éric Bernard          | Ligier-Renault       | 33     | Spin            | 20          |        |
| NF      | 4  | Mark Blundell         | Tyrrell-Yamaha       | 21     | Spin            | 12          |        |
| NF      | 9  | Christian Fittipaldi  | Arrows-Ford          | 21     | Versnellingsbak | 11          |        |
| NF      | 30 | Heinz-Harald Frentzen | Sauber-Mercedes      | 15     | Spin            | 5           |        |
| NF      | 7  | Mika Häkkinen         | McLaren-Peugeot      | 13     | Motor           | 8           |        |
| NF      | 24 | Michele Alboreto      | Minardi-Ford         | 7      | Motor           | 22          |        |
| NF      | 10 | Gianni Morbidelli     | Arrows-Ford          | 5      | Versnellingsbak | 6           |        |
| NF      | 28 | Gerhard Berger        | Ferrari              | 5      | Motor           | 17          |        |
| NF      | 19 | Olivier Beretta       | Larrousse-Ford       | 2      | Ongeluk         | 23          |        |
| NF      | 34 | Bertrand Gachot       | Pacific Racing-Ilmor | 1      | Ongeluk         | 25          |        |
| NQ      | 32 | Roland Ratzenberger   | Simtek-Ford          |        |                 | 27          |        |
| NQ      | 33 | Paul Belmondo         | Pacific Racing-Ilmor |        |                 | 28          |        |

## Wetenswaardigheden
- Ayrton Senna reed zijn eerste race voor Williams.
- Simtek en Pacific waren nieuwe teams.
- Eddie Irvine werd voor zijn aandeel in de crash in de vijfendertigste ronde geschorst voor één race. Na beroep van Jordan werden dit drie races. Daarnaast kreeg hij ook 10000$ boete.

## Statistieken
| Pole-position | Ayrton Senna       | Williams-Renault | 1:15.962 |
| Snelste ronde | Michael Schumacher | Benetton-Ford    | 1:18.455 |

## Noot
- Dit was het debuut van de Oostenrijkse coureur Roland Ratzenberger, de Nederlandse coureur Jos Verstappen, de Duitse coureur (en toekomstig Grand Prix-winnaar) Heinz-Harald Frentzen, de Monegaskische coureur Olivier Beretta en de Franse coureur (en toekomstig Grand Prix-winnaar) Olivier Panis.
- Tiende podiumplaats voor Jean Alesi.

1972 · 1973 · 1974 · 1975 · 1976 · 1977 · 1978 · 1979 · 1980 · 1981 · 1982 · 1983 · 1984 · 1985 · 1986 · 1987 · 1988 · 1989 · 1990 · 1991 · 1992 · 1993 · 1994 · 1995 · 1996 · 1997 · 1998 · 1999 · 2000 · 2001 · 2002 · 2003 · 2004 · 2005 · 2006 · 2007 · 2008 · 2009 · 2010 · 2011 · 2012 · 2013 · 2014 · 2015 · 2016 · 2017 · 2018 · 2019